# Tony Awards 2010
Die Verleihung des Tony Award 2010 fand am 13. Juni 2010 in der Radio City Music Hall in New York City statt. Es sind die 64th Annual American Theatre Wing’s Tony Awards. Im Jahr der Auszeichnung werden immer Theaterstücke/Musicals der vergangenen Saison ausgezeichnet, in diesem Fall also von 2009/2010. Die Moderation übernahm Sean Hayes.

## Gewinner und Nominierte

### Theaterstücke
| Meiste Tonys         | Red (6 Tonys)             |
| Meiste Nominierungen | Fences (10 Nominierungen) |

| Kategorie                                | Preisträger                                                | Theaterstück         | Nominierungen |
| Bestes Theaterstück                      | John Logan                                                 | Red                  | In the Next Room or the Vibrator Play von Sarah Ruhl Next Fall von Geoffrey Nauffts Time Stands Still von Donald Margulies                                         |
| Beste Wiederaufnahme eines Theaterstücks |                                                            | Fences               | Blick von der Brücke Lend Me a Tenor The Royal Family |
| Bester Hauptdarsteller                   | Denzel Washington                                          | Fences               | Jude Law für Hamlet Alfred Molina für Red Liev Schreiber für Blick von der Brücke Christopher Walken für A Behanding in Spokane                                    |
| Beste Hauptdarstellerin                  | Viola Davis                                                | Fences               | Valerie Harper für Looped Linda Lavin für Collected Stories Laura Linney für Time Stands Still Jan Maxwell für The Royal Family                                    |
| Bester Nebendarsteller                   | Eddie Redmayne                                             | Red                  | David Alan Grier für Race Stephen McKinley Henderson für Fences Jon Michael Hill für Superior Donuts Stephen Kunken für Enron                                      |
| Beste Nebendarstellerin                  | Scarlett Johansson                                         | Blick von der Brücke | Maria Dizzia für In the Next Room or the Vibrator Play Rosemary Harris für The Royal Family Jessica Hecht für Blick von der Brücke Jan Maxwell für Lend Me a Tenor |
| Beste Theaterregie                       | Michael Grandage                                           | Red                  | Sheryl Kaller für Next Fall Kenny Leon für Fences Gregory Mosher für Blick von der Brücke                                                                          |
| Bestes Bühnenbild                        | Christopher Oram                                           | Red                  | John Lee Beatty für The Royal Family Alexander Dodge für Present Laughter Santo Loquasto für Fences                                                                |
| Beste Kostüme                            | Catherine Zuber                                            | The Royal Family     | Martin Pakledinaz für Lend Me a Tenor Constanza Romero für Fences David Zinn für In the Next Room or the Vibrator Play                                             |
| Bestes Lichtdesign                       | Neil Austin                                                | Red                  | Neil Austin für Hamlet Mark Henderson für Enron Brian MacDevitt für Fences                                                                                         |
| Bestes Sounddesign                       | Adam Cork                                                  | Red                  | Acme Sound Partners für Fences Adam Cork für Enron Scott Lehrer für Blick von der Brücke                                                                           |
| Tony Honors for Excellence in Theatre    | Alliance of Resident Theatres, B.H. Barry und Tom Viola    |                      | |
| Special Tony Award                       | Alan Ayckbourn (Lebenswerk) und Marian Seldes (Lebenswerk) |                      | |
| Isabelle Stevenson Award                 | David Hyde Pierce                                          |                      | |
| Regional Theatre Tony Award              | The Eugene O’Neill Theater Center in Waterford             |                      | |

### Musicals
| Meiste Tonys (Musical)         | Memphis (4 Tonys)                                  |
| Meiste Nominierungen (Musical) | Fela! und La Cage aux Folles (je 11 Nominierungen) |

| Kategorie                                             | Preisträger                                           | Musical                | Nominierungen |
| Bestes Musical                                        |                                                       | Memphis                | American Idiot Fela! Million Dollar Quartet |
| Bestes Musicallibretto                                | Joe DiPietro                                          | Memphis                | Dick Scanlan und Sherie Rene Scott für Everyday Rapture Jim Lewis und Bill T. Jones für Fela! Colin Escott und Floyd Mutrux für Million Dollar Quartet    |
| Beste Originalmusik eines Musicals oder Theaterstücks | Musik: David Bryan Text: Joe DiPietro und David Bryan | Memphis                | Musik & Text: Andrew Lippa für The Addams Family Musik: Adam Cork, Text: Lucy Prebble für Enron Musik & Text: Branford Marsalis für Fences                |
| Beste Wiederaufnahme eines Musicals                   |                                                       | La Cage aux Folles     | Der goldene Regenbogen A Little Night Music Ragtime |
| Bester Hauptdarsteller                                | Douglas Hodge                                         | La Cage aux Folles     | Kelsey Grammer für La Cage aux Folles Sean Hayes für Promises, Promises Chad Kimball für Memphis Sahr Ngaujah für Fela!                                   |
| Beste Hauptdarstellerin                               | Catherine Zeta-Jones                                  | A Little Night Music   | Kate Baldwin für Der goldene Regenbogen Sherie Rene Scott für Everyday Rapture Montego Glover für Memphis Christiane Noll für Ragtime                     |
| Bester Nebendarsteller                                | Levi Kreis                                            | Million Dollar Quartet | Kevin Chamberlin für The Addams Family Robin De Jesús für La Cage aux Folles Christopher Fitzgerald für Der goldene Regenbogen Bobby Steggert für Ragtime |
| Beste Nebendarstellerin                               | Katie Finneran                                        | Promises, Promises     | Barbara Cook für Sondheim on Sondheim Angela Lansbury für A Little Night Music Karine Plantadit für Come Fly Away Lillias White für Fela!                 |
| Beste Musicalregie                                    | Terry Johnson                                         | La Cage aux Folles     | Christopher Ashley für Memphis Marcia Milgrom Dodge für Ragtime Bill T. Jones für Fela!                                                                   |
| Beste Choreographie                                   | Bill T. Jones                                         | Fela!                  | Rob Ashford für Promises, Promises Lynne Page für La Cage aux Folles Twyla Tharp für Come Fly Away                                                        |
| Beste Orchestrierung                                  | Daryl Waters und David Bryan                          | Memphis                | Jason Carr für La Cage aux Folles Aaron Johnson für Fela! Jonathan Tunick für Promises, Promises                                                          |
| Bestes Bühnenbild                                     | Christine Jones                                       | American Idiot         | Marina Draghici für Fela! Derek McLane für Ragtime Tim Shortall für La Cage aux Folles                                                                    |
| Beste Kostüme                                         | Marina Draghici                                       | Fela!                  | Santo Loquasto für Ragtime Paul Tazewell für Memphis Matthew Wright für La Cage aux Folles                                                                |
| Bestes Lichtdesign                                    | Kevin Adams                                           | American Idiot         | Donald Holder für Ragtime Nick Richings für La Cage aux Folles Robert Wierzel für Fela!                                                                   |
| Bestes Sounddesign                                    | Robert Kaplowitz                                      | Fela!                  | Jonathan Deans für La Cage aux Folles Dan Moses Schreier und Gareth Owen für A Little Night Music Dan Moses Schreier für Sondheim on Sondheim             |